# Hüseyin Şimşek
Hüseyin Şimşek (né à Erzincan en 1962) est un poète kurde turco-autrichien établi à Vienne et éditeur de la publication bilingue Öner/Vorschlag.
Il a publié des livres de poèmes comme Eure Gesichter sind wie Wände, 2001. 